# This Will Be the Death of Us
This Will Be the Death of Us è il secondo album in studio della band statunitense Set Your Goals, pubblicato il 21 luglio 2009 dalla Epitaph Records.

## Descrizione
L'album è stato prodotto da Mike Green, ed è stato il disco di debutto del gruppo con l'etichetta Epitaph Records, dopo aver lasciato la precedente, la Eulogy Recordings.
L'album contiene numerosi ospiti, tra i quali Vinnie Caruana di I Am the Avalanche e The Movielife nella canzone di apertura This Will Be the Death of Us, Hayley Williams dei Paramore nella canzone The Few That Remains, l'ex voce dei Turmoil Jon Gula in Gaia Bleeds (Make Way for Man), Chad Gilbert dei New Found Glory in Our Ethos: A Legacy to Pass On, e Jordan Pundik, sempre dei New Found Glory, nella traccia bonus dell'edizione giapponese The Lost Boys.

## Tracce
1. This Will Be the Death of Us (feat. Vinnie Caruana) - 3:09
2. With Hoffman Lenses We Will See the Truth (Intermezzo) - 0:43
3. Look Closer - 3:50
4. Summer Jam - 3:05
5. Like You to Me - 4:26
6. The Fallen... - 3:24
7. The Few That Remain (feat. Hayley Williams) - 3:21
8. Equals - 3:23
9. Gaia Bleeds (Make Way for Man) (feat. Jon Gula) - 2:42
10. Flawed Methods of Persecution & Punishment - 4:09
11. Arrival Notes (Intermezzo) - 1:08
12. Our Ethos: A Legacy to Pass On (feat. Chad Gilbert) - 4:36

Bonus track
1. The Lost Boys (feat. Jordan Pundik) - 2:10